# Hypopyra carneotincta
Hypopyra carneotincta là một loài bướm đêm trong họ Erebidae.